# Tianjin Airlines
Tianjin Airlines (in cinese 天津航空, precedentemente nota come Grand China Express Air) è una compagnia aerea cinese con sede presso l'aeroporto Internazionale di Tianjin-Binhai. Dal 2018 possiede anche una divisione cargo che opera con aerei della famiglia dei Boeing 737.

## Storia
Grand China Air è stata fondata nel 2004 nel tentativo di unire le principali risorse di Hainan Airlines, China Xinhua Airlines, Chang An Airlines e Shanxi Airlines, e ha ricevuto la sua licenza operativa dalla Civil Aviation Administration of China nel 2007. I voli di linea sono stati lanciati con il marchio Grand China Express Air, utilizzando Dornier 328JET da 29-32 posti. A quel tempo, era la più grande compagnia aerea regionale della Cina, operando 78 rotte che collegavano 54 città. Il 10 giugno 2009, il nome è stato cambiato in Tianjin Airlines. Ad agosto 2011, erano servite 63 destinazioni (escluse quelle gestite per conto di Hainan Airlines), sebbene entro il 2012 la compagnia aerea intendesse operare più di 450 rotte che collegano almeno 90 città, prendendo più del 90% del mercato nazionale dell'aviazione regionale.
A metà del 2015, Tianjin Airlines ha firmato un contratto per 22 Embraer (20 Embraer 195 e 2 Embraer 190-E2). Faceva parte di un accordo più ampio stipulato nel 2014 per 40 aeromobili; i restanti 18 saranno approvati dalle autorità cinesi. Il primo Embraer 195 è stato consegnato più tardi lo stesso anno..
La compagnia aerea prevedeva di lanciare servizi internazionali a lungo raggio e nel 2016 di prendere in consegna il suo primo Airbus A330 per servire destinazioni in Europa, Nord America e sud-est asiatico.
Nel 2016, Tianjin Airlines ha lanciato servizi a lungo raggio per Auckland in Nuova Zelanda, Londra-Gatwick nel Regno Unito e Mosca-Sheremetyevo in Russia. I servizi per Melbourne sono iniziati nell'ottobre 2017.

## Flotta

### Flotta attuale

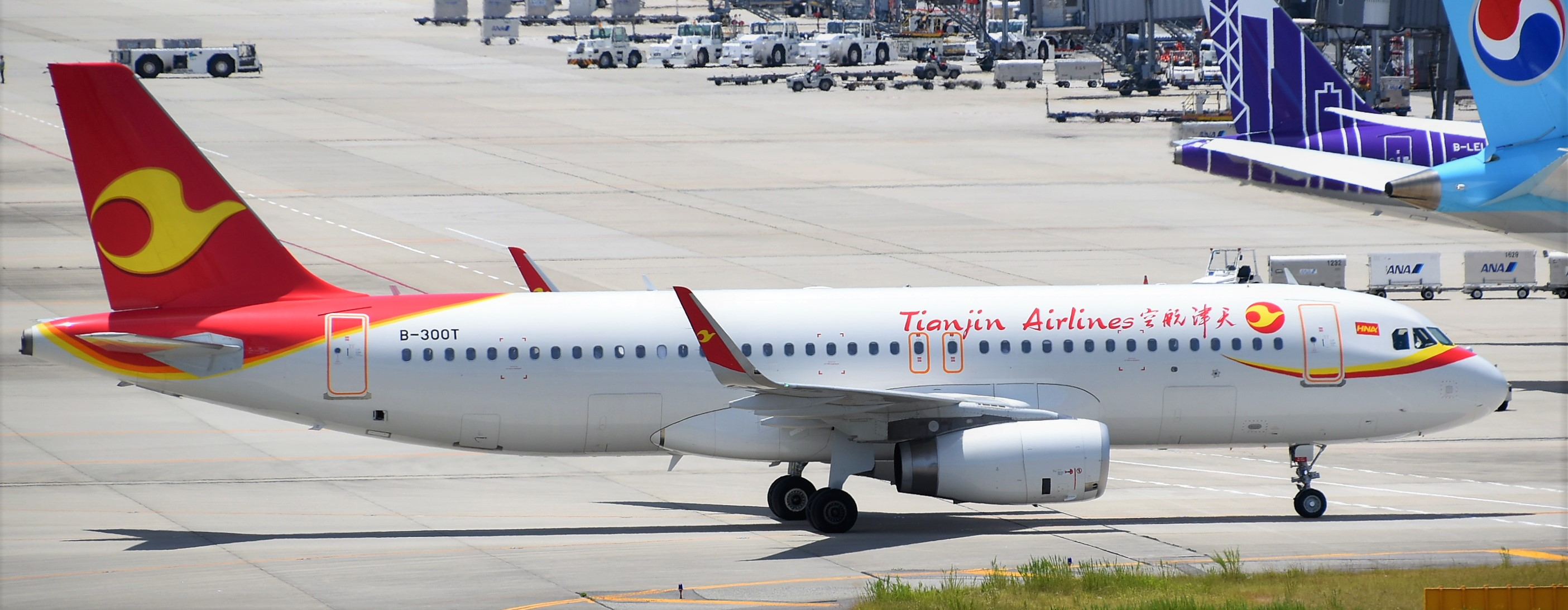
Un Airbus A320-200.

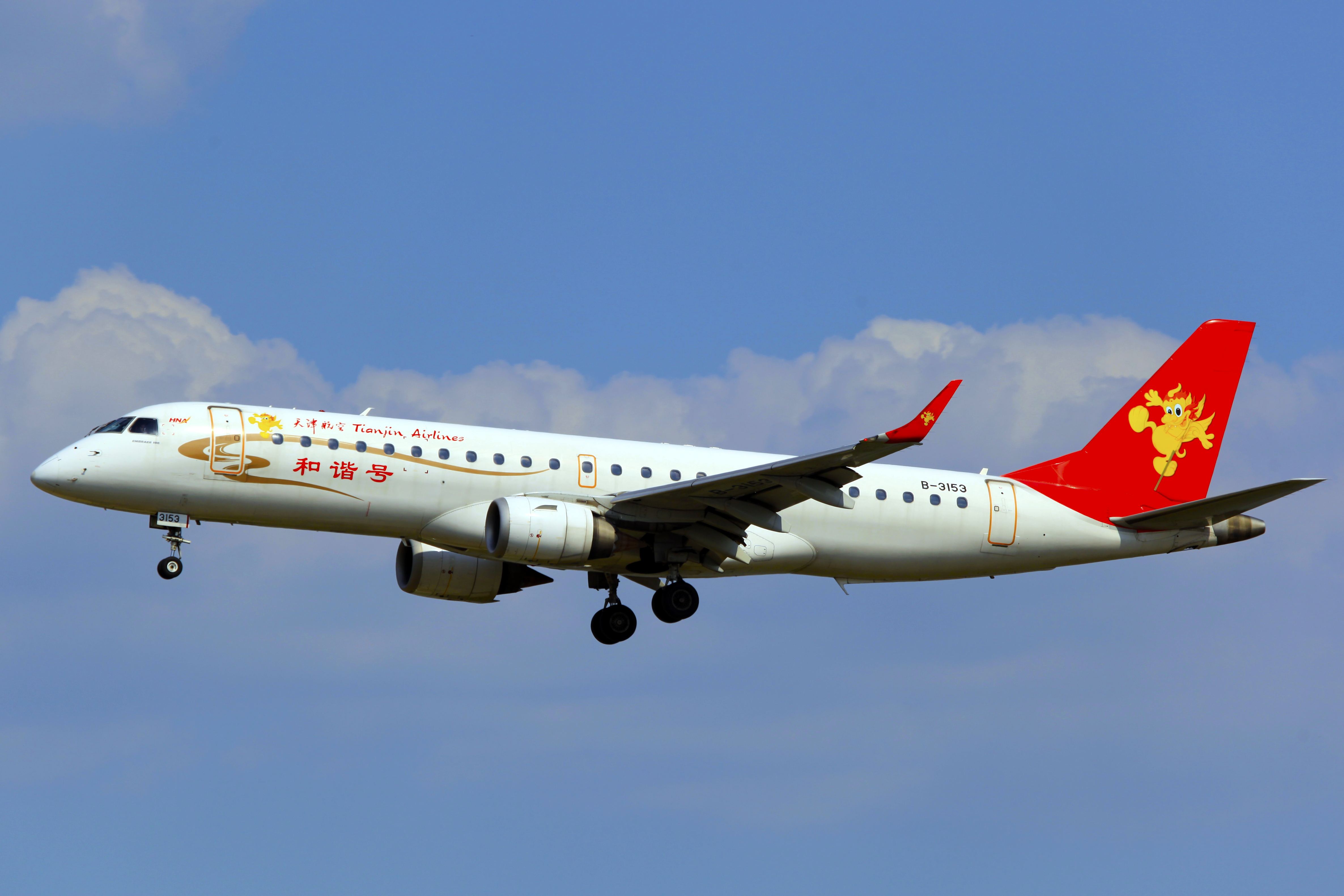
Un Embraer E-190.

Ad aprile 2024 la flotta di Tianjin Airlines, esclusa la divisione cargo, è così composta:

### Flotta storica

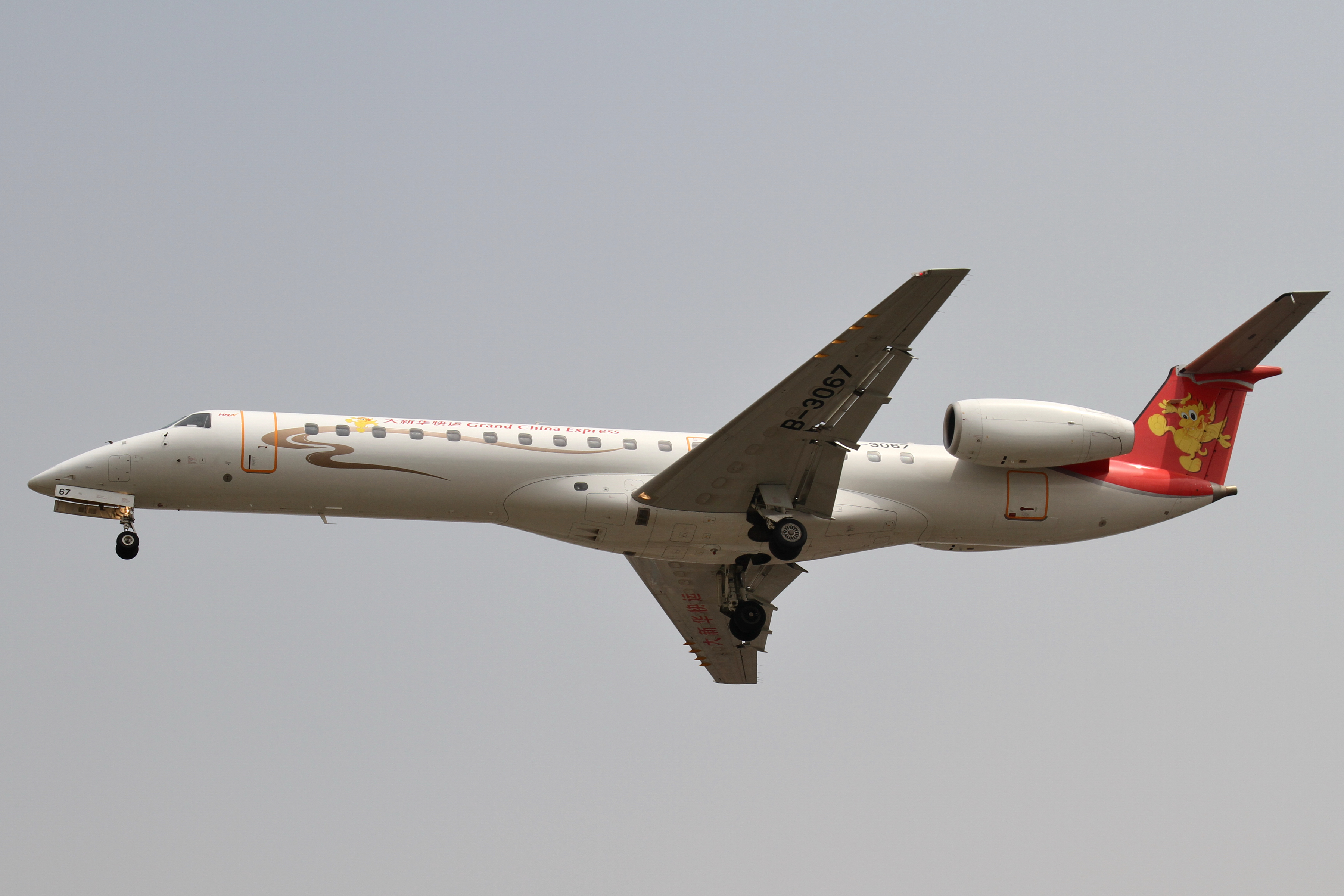
Un Embraer ERJ-145.

In passato Tianjin Airlines utilizzava anche i seguenti aeromobili:

## Incidenti
- Il 29 giugno 2012, il volo Tianjin Airlines 7554, un Embraer E-190, fu vittima di un tentativo di dirottamento da parte di un commando di 6 terroristi islamici di etnia uigura, durante il quale un gruppo di passeggeri e agenti di sicurezza scatenarono una ribellione che terminò con la cattura dei dirottatori, armati con bastoni di alluminio usati come stampelle ed esplosivi. Alle 12:45 UTC+8, il velivolo atterrò senza problemi all'aeroporto di Hotan, in cui 13 persone (compresi 2 dirottatori) vennero trattenute in ospedale per le ferite subite nella ribellione, mentre 2 dirottatori morirono per le ferite riportate.[8]